# Iglesia de Nuestra Señora de las Mercedes (Grecia)
La iglesia de Nuestra Señora de las Mercedes es un templo católico y parroquia de Costa Rica que se localiza en la ciudad de Grecia, en la provincia de Alajuela, en el occidente del país. Se trata de un edificio construido a finales del siglo XIX y principios del XX, dedicado para el culto católico en esa población, a la Virgen María bajo la advocación de Nuestra Señora de las Mercedes. Es una construcción de estilo neogótico, edificada totalmente en hierro.

## Construcción
En el año 1840, Grecia contaba con un oratorio recubierto todo de paja, posiblemente ubicado donde se encuentra hoy la estación de autobuses. Posteriormente, entre los años 1844, y finales de 1847, se edificó una ermita construida en la manzana donde está el actual templo metálico. Esta ermita era toda de madera, con techumbre de hojas de palmera. Luego en el año 1853 se techó con tejas; ese mismo año se le construyó un piso de ladrillo y una torre poco después.
En esta labor participaron todos los vecinos, esto motivó la erección de Grecia en Parroquia en el año 1854. Posteriormente, se le dio el título de Villa al caserío en 1864.
Grecia y los lugares circunvecinos experimentaron un rápido progreso económico debido a los cultivos de café, caña de azúcar y trigo. Por lo en 1867, se creó el cantón de Grecia que abarcaba los actuales Sarchí, Zarcero y San Carlos. 

### Datos históricos
- 1840: los vecinos construyen el primer oratorio. Este es de paja.
- 1844 - 1847: se edifica la primera ermita. Esta era de madera con hojas de palmilera como techo.
- 1847: se bendice el Curato bajo la advocación de Nuestra Señora de las Mercedes
- 1854: el 8 de agosto se erige el cantón de Grecia en Parroquia.
- 1855: la ermita se techa con tejas, se le coloca piso de ladrillo típico, se construye una torre.

### Antecedentes de la creación de parroquias en Costa Rica
En Costa Rica en el período que comprende de 1839-1880, se producen las reglamentaciones y regulaciones, concernientes al ejercicio del control directo, en lo que respecta al diseño y posterior edificación de las parroquias en el país. En el mes de diciembre de 1839 se publica el Reglamento de Hacienda, creado por el Estado costarricense, logrando el control del manejo de los fondos eclesiásticos, y de manera más específica los fondos que se destinan para los templos parroquiales. Para el año 1860, se da la creación de la Dirección general de Obras Públicas, donde el Estado directamente controla las fases de diseño y construcción de los templos.
En 1867, se crea las denominadas Ordenanzas Municipales, entre otros decretos, donde definen las responsabilidades de las Municipalidades, en la recaudación y control, administración e inversión de los fondos que se utilizarán en los templos, dando una injerencia en la construcción y reparación de los templos.

### Diseño neogótico en templos parroquiales costarricenses
El estilo neogótico, para el año 1840, toma mayor auge en Europa, a partir de teóricos y arquitectos en Inglaterra, estilo caracterizado por las estructuras de hierro. Es importante destacar que el estilo Neogótico tuvo importante empuje con la invención y la industrialización siderúrgica, con el bajo costo y la producción de grandes cantidades, que abre la posibilidad de exportar al resto del mundo las estructuras prefabricadas de tipo metálicas. Las estructuras metálicas se exportan a Latinoamérica desde Europa, entre el siglo XIX y comienzos del siglo XX, teniendo importante acogida por los países de la zona, ante la resistencia del material metálico a las condiciones de humedad y amenaza sísmica.
En Costa Rica, entre los años 1870 y 1880, se da la construcción del ferrocarril al Atlántico, con lo que se inicia el uso de la estructura metálica en el país. Después del terremoto de 1888, en la búsqueda de soluciones de construcción y materiales idóneos, tras los destrozos por el terremoto, se incentiva por parte del Estado y la Iglesia el uso de estructuras de hierro, de las cuales fue pionera la Iglesia metálica de Grecia.

### Parroquia Nuestra Señora de las Mercedes de Grecia
La historia de la Parroquia de Grecia, Nuestra Señora de las Mercedes, ubicada en el Cantón central de Grecia, provincia de Alajuela, se caracteriza por la realidad nacional de ser un país propenso a terremotos y sismos y por la nefasta experiencia vivida en la construcción de templos en diversos materiales, destrozándose posteriormente ante los terremotos. En el año 1888, tras un nuevo terremoto, se destruyó el templo más nuevo recién construido en hierro y madera, por tanto se organiza la comunidad, y deciden erigir un nuevo templo, con un estilo gótico, el cual se levantaría nuevamente, pero está vez en hierro, y se traería desde Europa.
El 7 de julio de 1889, la junta edificadora de la parroquia de Grecia, y el presbítero Carlos María Ulloa, junto al Ingeniero Carlos Wenzel, envían solicitud al obispo Bernardo Augusto Thiel, coordinador de la provincia de Alajuela, donde estipulan la decisión de traer una iglesia totalmente de hierro.
La junta directiva ante algunos inconvenientes envía el plano, donde se proyecta la construcción de una iglesia bajo un estilo neoclásico. Este plano se envió a la casa fabricante contactada en Bélgica, donde dicha casa confecciona el plano para la iglesia de hierro a construirse en Grecia, y se ve influida por un estilo neogótico.
El traslado del material de hierro desde el puerto de Limón en Costa Rica, donde llegaba el material, hasta el poblado de Grecia en Alajuela, representó una dura tarea, dado que debían trasladar en carreta arreada por bueyes, animales utilizados para traslado de materiales pesados, por carreteras de tierra y en mal estado. Aun peor era el estado en la época lluviosa, pues las carreteras se tornaban barro, un impedimento para el traslado ágil del material de hierro. El traslado de inicia en el mes de enero al mes de abril del año 1893, en pleno inicio de la época lluviosa.
Para iniciar la construcción de la iglesia de hierro en Grecia, se inicia un periodo de licitación. En el día 27 de enero de 1895, se envía a Pablo Rojas y a Pio Suárez a la ciudad de San José, el fin era revisar las ofertas con miembros de la Dirección General de Obras Públicas, donde participa el presidente de la República, Rafael Iglesias, quien al final acuerda que el gobierno aporte el ingeniero para la construcción de la obra, pagándole los honorarios. Asimismo, la Dirección General de Obras Públicas, entregó maquinaria, fraguas y motores para la construcción, está noticia se anuncia a la Junta edificadora de Grecia, en visita del Presidente Rafael Iglesias el 10 de febrero de 1895.
El 12 de marzo de 1895, llega a Grecia el Ingeniero Lucas Fernández, quien es el ingeniero a cargo de la construcción de la iglesia de hierro. Fueron muchos los inconvenientes, pero se obtuvo un gran apoyo económico de los pobladores de Grecia a fin de cancelar deudas adquiridas durante la elección del proyecto y las diversas etapas de la construcción de la iglesia. En octubre de 1896, la iglesia estaba prácticamente armada, faltaba en la parte de los acabados, las puertas, y los cielos, pisos, ventanas, escaleras para las torres, así mismo para el coro y los tubos para desagües de los techos. En diciembre de 1912 de da por concluida la iglesia de hierro de Grecia.

## Reseña histórica

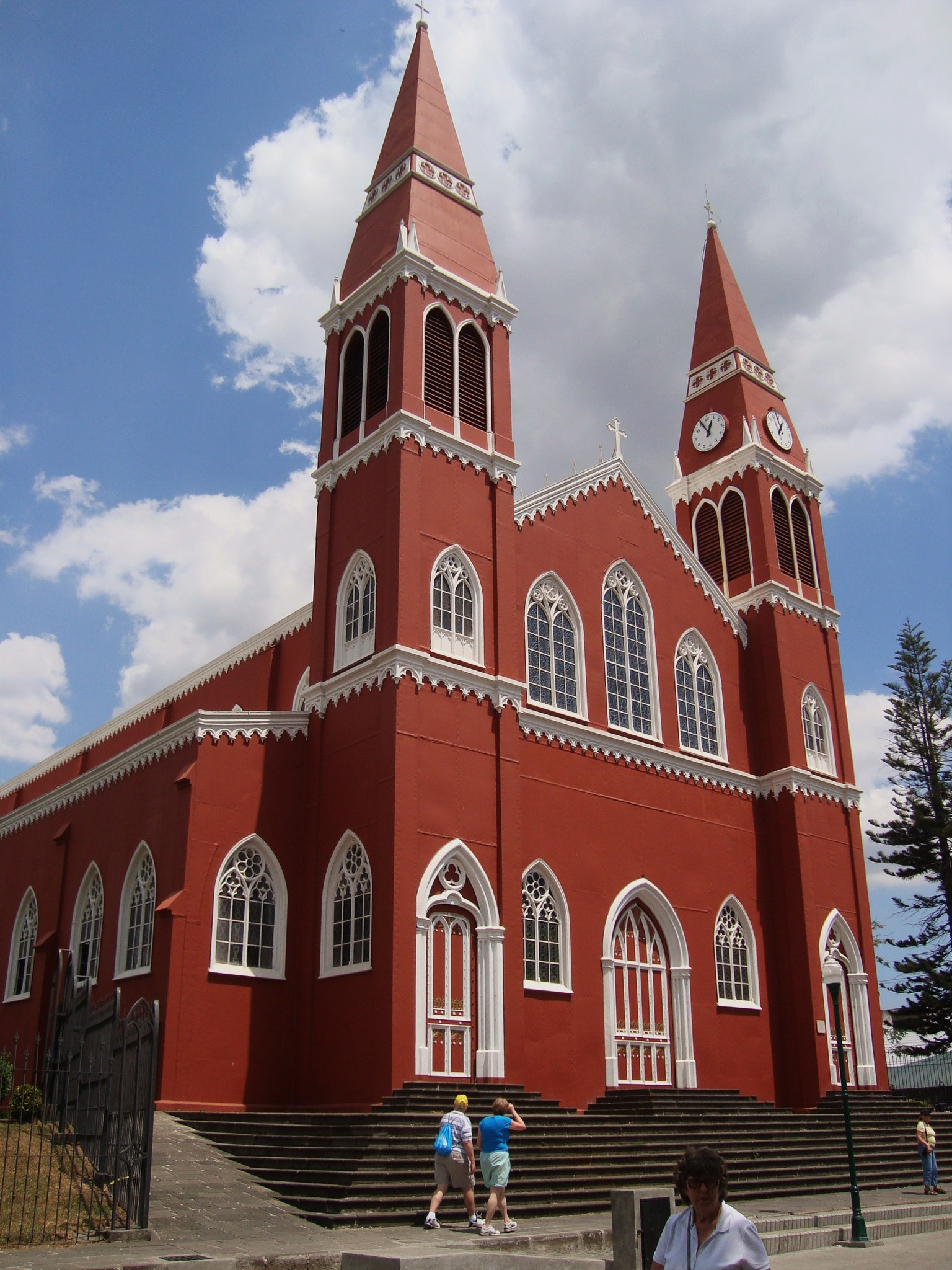
Iglesia de Nuestra Señora de la Merced en Grecia, Costa Rica.

Grecia es conocida por su bonita iglesia roja, dedicada a la Virgen María bajo la advocación de “Nuestra Señora de la Mercedes”. Fue construida en el siglo xix totalmente de estructura y láminas metálicas. Es una construcción de estilo neogótico, edificada totalmente en hierro. Desgraciadamente no ha sido aún declarada patrimonio histórico-arquitectónico del país por la campaña de desprestigio y mal información hacia este tipo de declaratoria por parte de los distintos párrocos que han desfilado a lo largo de los años, declaratoria que entre otras cosas puede evitar que su patrimonio sea alterado al arbitrio de cada uno de estos curas, como ha ido sucediendo a lo largo de los años sin ningún tipo de asesoría en cuanto a patrimonio e historia del arte y del inmueble respecta. 
Mide 35 metros de alto, pero sus torres alcanzan los 45 metros de alto.
Actualmente el interior ha sido remozado con éxito en cuanto a pintura se refiere: el cielo raso ha vuelto a tener el color azul que tuvo antes de los desastres que el II Concilio Vaticano generaron en la década de los 70’s del siglo XX en el patrimonio de muchísimos templos, color que le fue tapado con pintura blanca, borrando así también ornamentaciones en cielo raso, paredes y columnas, (que eran obra del español Roberto Sanvicente Ochoa, mismo que ornamentó internamente la Basílica de Los Ángeles), por parte del presbítero Virgilio Chavarría (este fue también el que eliminó las columnas de la Catedral de Alajuela, respaldado por el obispo Enrique Bolaños Quesada).
La primera iglesia que se edificó en el poblado de Grecia fue de madera, dedicada a Virgen de la Merced y bendecida el 22 de enero de 1847. Durante el episcopado de monseñor Anselmo Llorente y Lafuente, primer obispo de Costa Rica, en el año de 1856, se erigió la parroquia. Este templo de mampostería y calicanto fue seriamente dañado por los temblores de 1882. El templo actual fue construido con una estructura de hierro importada de Bélgica, obra que se inició en 1894 y concluyó en septiembre de 1897. La presencia de este templo fue determinante para que se otorgara a Grecia el título de ciudad en 1903. Su costo fue de 160 000 pesos oro, y terminó de pagarse en 1906. Actualmente es sufragánea de la diócesis de Alajuela, de la provincia eclesiástica de Costa Rica.
Existen dos leyendas populares sobre esta iglesia:
- Que la iglesia iba destinada a Punta Arenas (Chile) y fue desembarcada por error en el puerto de Puntarenas (Costa Rica), para terminar en el pueblo de Grecia (Alajuela).
- Que la iglesia fue donada por un país extranjero y destinada como obsequio a Grecia en Europa y fue erróneamente embarcada a Grecia, Costa Rica.

Los registros históricos estudiados por Ofelia Sanou Alfaro en su libro “Arquitectura e historia en Costa Rica”, demuestran que lo cierto es que la importación, embarque y construcción de la iglesia se le debe en primer lugar al trabajo y sacrificio de los pobladores y agricultores de la villa de Grecia, quienes hicieron un gran esfuerzo económico para pagar el templo y en segundo lugar, a la ayuda del  cura párroco Carlos María Ulloa, el obispo Bernardo Augusto Thiel, el gobierno de Costa Rica de la época y el señor Alejo E. Jiménez Bonnefil (1858-1922), productor y exportador de café, a quien se le encargó importar de Bélgica la iglesia prefabricada por la empresa “Ateliers de la Societe de Couvillet”, a finales del siglo xix.

#### Turismo
Grecia se destaca por su singular templo: la iglesia de Nuestra Señora de las Mercedes, hecha de planchas de acero prefabricadas y pintadas de color rojo.
Hay varias leyendas urbanas acerca de esta iglesia. Una relata que fue donada por algún país extranjero y mandada a Grecia como un regalo, pero fue enviada erróneamente a Grecia, Costa Rica. 
Otra leyenda afirma que el destino final de la iglesia era la ciudad de Punta Arenas en Chile, pero desembarcó, por error, en el puerto de Puntarenas, Costa Rica y posteriormente fue enviada a la ciudad de Grecia donde fue montada. Sin embargo, los registros muestran claramente que la instrucción, envío y construcción de la iglesia fueron un esfuerzo coordinado de la población de Grecia y de la iglesia católica, además del Gobierno de Costa Rica y de Alejo E. Jiménez Bonnefil (1858-1922), un productor de café de Costa Rica. Se dice que el material para montar la edificación provino de talleres de la Société de Couvillet en
Bélgica, a finales del siglo XIX.